# Anorostoma lutescens
Anorostoma lutescens är en tvåvingeart som beskrevs av Charles Howard Curran 1933. Anorostoma lutescens ingår i släktet Anorostoma och familjen myllflugor. Inga underarter finns listade i Catalogue of Life.